# 한국에너지신문
한국에너지신문(韓國에너지新聞, 영문명: The Korea Energy Newspaper)은 대한민국 서울에서 발행되는 에너지업계 전문 주간신문이다.
1994년 국내 최초 석유산업 전문 월간 잡지 '월간 가솔린저널'로 창간됐다. 4호까지 발간하고 같은 해 '한국에너지신문'으로 바꾸어 현재에 이르고 있다.
본사는 서울특별시 서초구 양재동에 있다.
신문은 타블로이드배판으로 인쇄되며 인터넷(http://www.koenergy.co.kr) 과 뉴스메일링으로도 배포된다. 홈페이지에서는 실시간 온라인 뉴스 및 과거기사 검색이 가능하다.
2004년 대구광역시 엑스코에서 매년 열리는 '국제그린에너지엑스포'를 처음으로 개최해 2015년 현재 12회째 대회를 개최해 오고 있다.